# خطة بوليفار 2000
خطة بوليفار 2000 (تم إطلاقها في 27 فبراير 1999، وتم إلغاؤها في عام 2002) كانت أول البعثات البوليفارية التي تم سنها في ظل إدارة الرئيس الفنزويلي هوغو شافيز. وفقًا لوزارة الخارجية الأمريكية أراد شافيز «إرسال رسالة مفادها أن الجيش لم يكن قوة قمع شعبي، بل قوة من أجل التنمية والأمن». وعلقت وزارة الخارجية أيضًا على أن هذا حدث «بعد 23 يومًا فقط من تنصيبه» وأنه أراد أن يُظهر لأقرب مؤيديه «أنه لم ينسهم». الخطة تضمنت حوالي 40 ألف فنزويلي شارك فيها الجنود في أنشطة مكافحة الفقر من الباب إلى الباب، بما في ذلك التطعيمات الجماعية وتوزيع الطعام في المناطق الفقيرة والتعليم والتوظيف والرعاية الطبية. تمت الموافقة على حوالي 144 مليون دولار أمريكي للمشروع.

## الفساد
في عام 2001 أثرت عدة فضائح على البرنامج حيث تمت صياغة مزاعم بالفساد ضد الجنرالات المتورطين في الخطة، بحجة أنه تم تحويل مبالغ كبيرة من المال.
نفى الجنرال فيكتور كروز ويفر المسؤول عن البرنامج ارتكاب أي مخالفة لكنه طُرد من قبل شافيز وألغيت المهمة في عام 2002. لم يُتهم كروز ويفر بأي جريمة في ذلك الوقت، ولكن تم القبض عليه في 2018 لمحاكمته بتهمة الإثراء غير المشروع المتعلقة بحسابات في الخارج.